# 䓣塘镇
䓣塘镇，是中华人民共和国广东省云浮市罗定市下辖的一个乡镇级行政单位。

## 行政区划
䓣塘镇下辖以下地区：
䓣塘社区、䓣南村、红星村、石庵村、北姜村、木头塘村、罗阳村、平石村、䓣东村、黄金满村、大旺塘村、石碑村和都近村。